# 斯塔德尼基 (亞沃里夫區)
49°55′37″N 23°32′13″E / 49.92694°N 23.53694°E
斯塔德尼基（烏克蘭語：Стадники），是烏克蘭的村落，位於該國西部利沃夫州，由亞沃里夫區負責管轄，始建於1372年，面積2.59平方公里，海拔高度262米，2001年人口188，人口密度每平方公里72.59人。